# Wilfryd z Yorku

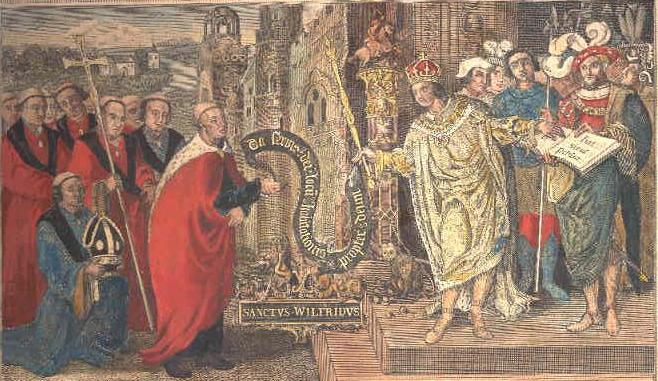
Sztych T. Kinga z 1807 w Chichester Cathedral (według obrazu Theodore Bernardi z Amsterdamu z 1519): Wilfryd otrzymuje akt przesiedlenia (wygnania) z Yorku z rąk króla Cedwalli.

Wilfryd z Yorku, Wilfryd z Ripon, Wilfrith (ur. 634 w Nortumbrii, zm. 709 w Oundle) – angielski duchowny, opat klasztoru w Ripon, biskup Yorku i Hexham, święty Kościoła katolickiego oraz anglikańskiego.

## Żywot świętego
Odegrał istotną rolę na synodzie w Whitby i w nawróceniu Sussexu. Życie Wilfryda znane jest z napisanego wkrótce po jego śmierci żywota autorstwa Eddiusa Stephanusa i z relacji Bedy Czcigodnego.
Urodził się w 634 roku jako syn jednego z nortumbryjskich możnych. W wieku czternastu lat dzięki protekcji królowej Eanfledy znalazł się na dworze króla Oswiu, a następnie wstąpił do iroszkockiego klasztoru na Lindisfarne. Po pewnym czasie ogarnęło go jednak zwątpienie w ideały Kościoła iroszkockiego i na polecenie św. Finana wraz z Benedyktem Biscopem wybrał się w podróż do Rzymu, by poznać panujące tam zwyczaje kościelne. Udał się drogą przez Kent i Francję, zatrzymując się na rok w Lyonie, gdzie zaprzyjaźnił się z miejscowym biskupem. Do Rzymu dotarł w 652 roku. Swój kilkumiesięczny pobyt w tym mieście poświęcił na studiowanie Biblii. W drodze powrotnej ponownie zatrzymał się w Lyonie, gdzie spędził trzy lata i zdobył niższe święcenia kapłańskie.
Po powrocie do Anglii założył klasztor w Ripon w Deirze. Uzyskał poparcie sprzyjających Kościołowi rzymskiemu króla Aldfryda i biskupa Agilberta. Podległym sobie mnichom nakazywał przyjąć obserwancję rzymską, a gdy odmawiali, usuwał ich z klasztoru. Wkrótce otrzymał z rąk Agilberta właściwe święcenia kapłańskie.
Gdy w 664 roku opróżnił się tron biskupi w Yorku, nowym biskupem został mianowany Wilfryd. Odmówił jednak przyjęcia sakry biskupiej z rąk heretyków (czyli Iroszkotów), przez co biskupstwo dzięki poparciu króla Oswiu objął Chad. Dopiero po rezygnacji Chada w 669 roku Wilfryd mógł objąć biskupstwo.
Podczas synodu w Whitby Wilfryd był de facto głównym przedstawicielem Kościoła rzymskiego, gdyż to on, a nie nieznający języka anglosaskiego Agilbert zabierał głos.
W 678 Wilfryd stracił swój urząd, gdy arcybiskup Canterbury, Teodor, podzielił jego diecezję na trzy mniejsze. Niezadowolony Wilfryd udał się na skargę do Rzymu. W czasie podróży zboczył z trasy z powodu sztormu i wylądował na wybrzeżu pogańskiej Fryzji. Spędził wśród Fryzów zimę, rozwijając tam akcję misyjną. Dotarłszy do Rzymu uzyskał poparcie papieża Agatona, lecz gdy powrócił w 680 roku do Anglii, został z rozkazu króla Egfryda wtrącony do lochu.
Po wyjściu z więzienia po dziewięciu miesiącach udał się w tułaczkę po Mercji i Wessexie, jednak z obu tych krajów został wypędzony. Ostatecznie dotarł do Sussexu, ostatniego pogańskiego państwa w Brytanii. Spędził tam pięć lat (681–686), przekonał władcę i jego otoczenie do przyjęcia chrztu i założył klasztor w Selsey.
W 685 roku Sussex został podbity przez Caedwallę z Wessexu. Caedwalla, mimo że był poganinem, po podboju Sussexu przekazał Wilfrydowi liczne nadania ziemskie. Ostatecznie Caedwalla przyjął chrzest trzy lata później. Wilfryd tymczasem pogodził się z arcybiskupem Teodorem i ponownie objął biskupstwo Yorku, tym razem już jednak znacznie okrojone. Jednak w 691 roku znów wybuchł spór związany z okrojeniem biskupstwa, zaś Wilfryd ponownie został wygnany i udał się ze skargą do Rzymu.
Ostatecznie w 706 roku Wilfryd otrzymał biskupstwo w Hexham i opactwo Ripon. Jako opat i biskup zmarł w 709 roku.

## Dzień obchodów
Jego wspomnienie liturgiczne w Kościele katolickim obchodzone jest 24 kwietnia.
Kościół anglikański wspomina świętego 12 października.

## Patronat
Św. Wilfryd jest patronem diecezji Middlesbrough i Ripon.